# Hôtel de Sully

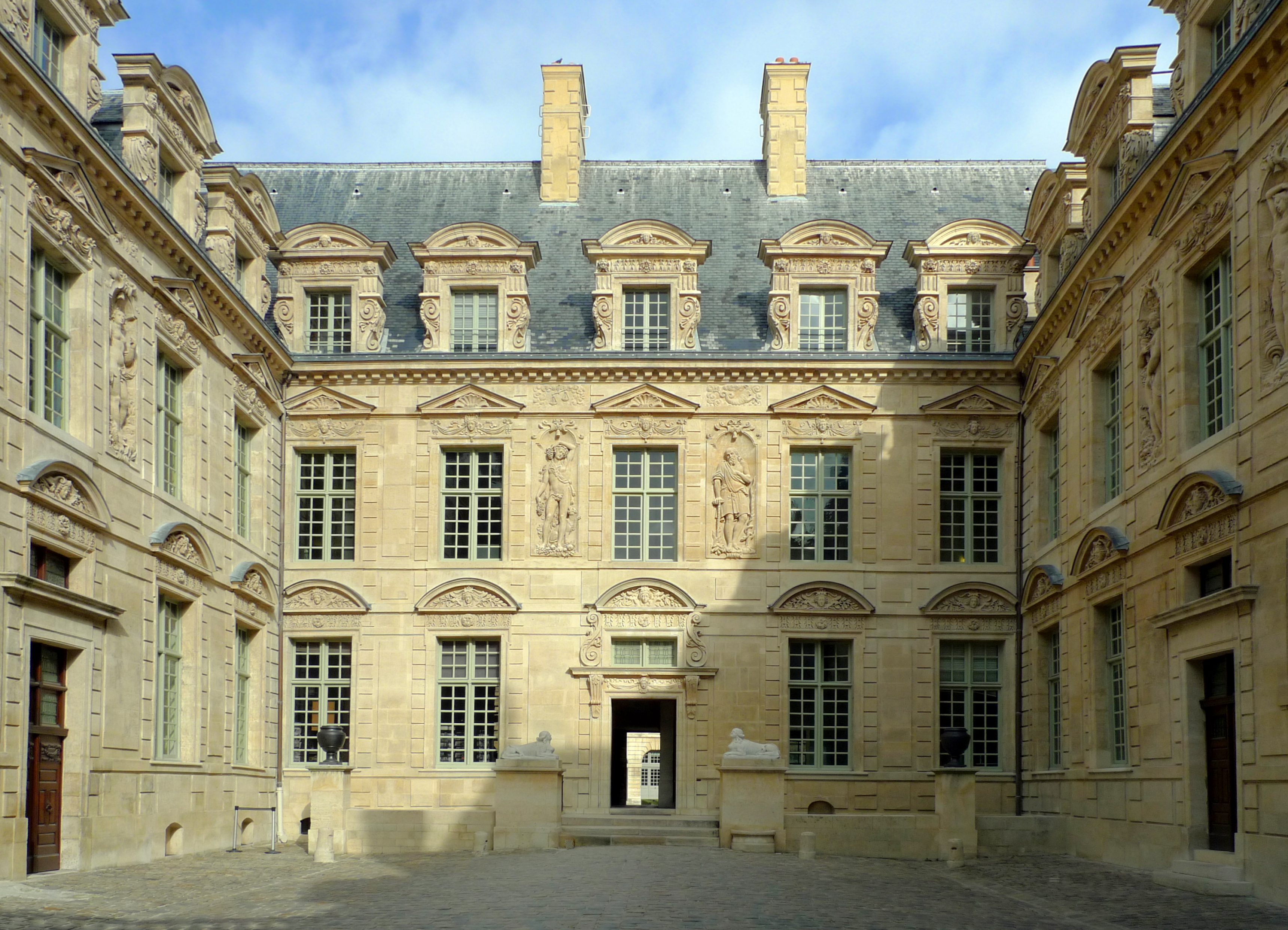
Hof des Hôtel de Sully

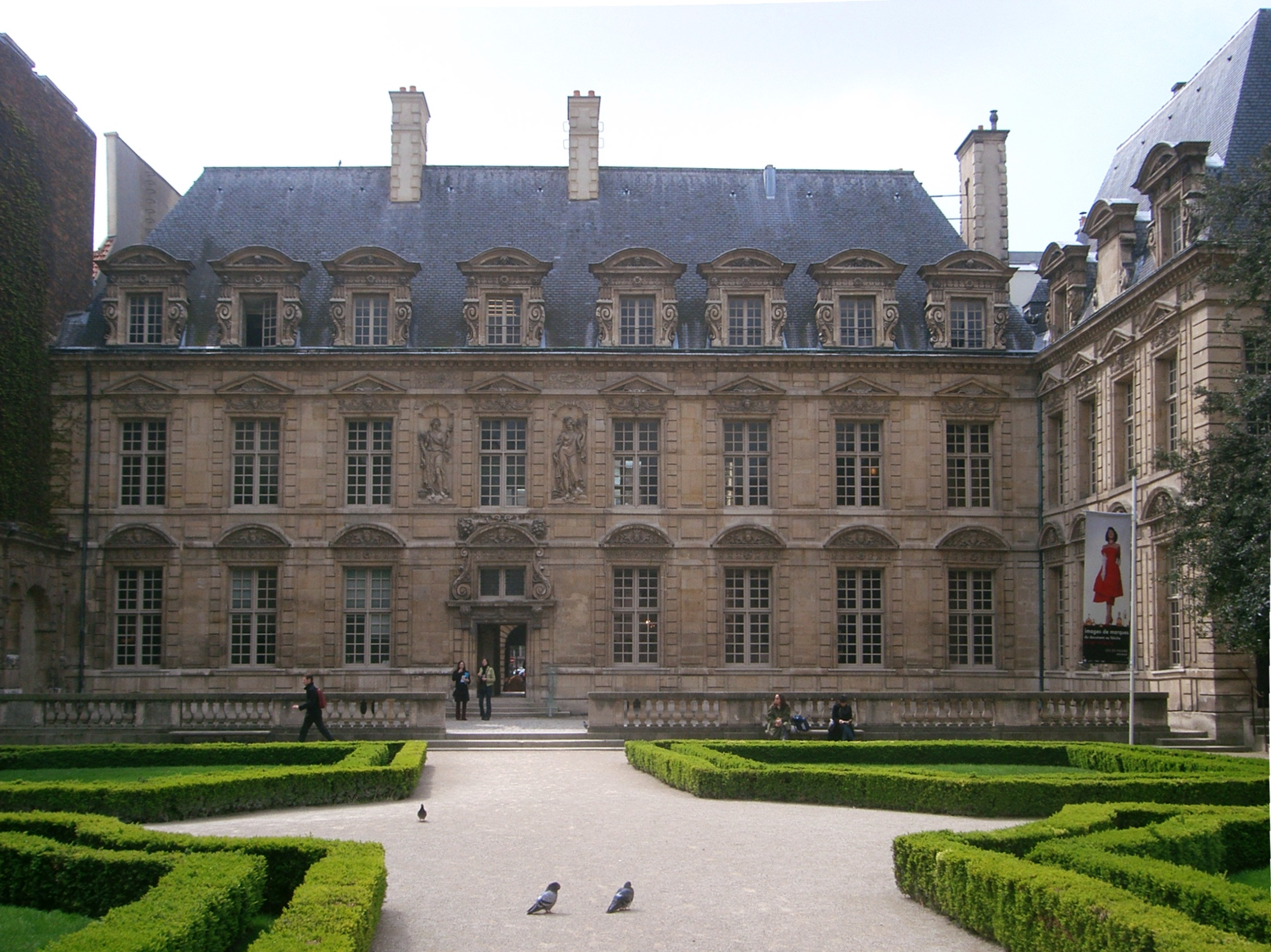
Garten des Hôtel de Sully

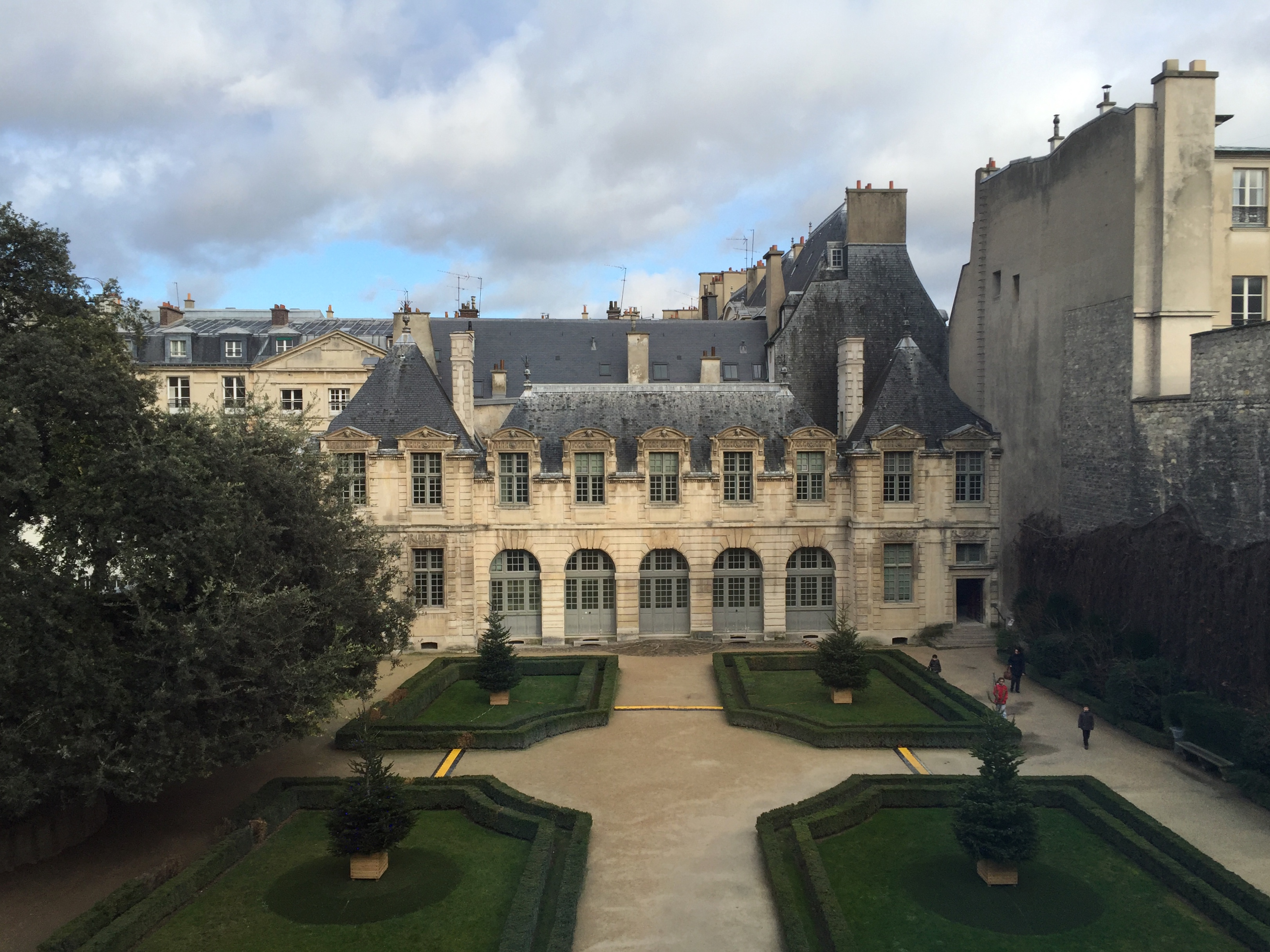
Orangerie im Garten

Das Hôtel de Sully in Paris ist ein Hôtel particulier im Stil Louis XIII. Es steht im Marais, im 4. Arrondissement, in der Rue Saint-Antoine 62.

## Geschichte
Der Contrôleur des Finances Mesme Gallet ließ zwischen 1625 und 1630 ein Haus mit Garten, Orangerie und Zugang zum Place Royale (heute Place des Vosges) bauen. Das Hôtel de Sully wurde nach Plänen des Architekten Jean Androuet du Cerceau errichtet.
Maximilien de Béthune, erster Herzog von Sully, kaufte das Haus am 23. Februar 1634 und verbrachte hier seine letzten Lebensjahre. Sein Enkel Maximilien, zweiter Herzog von Sully, ließ 1660 im Westen des Gebäudes, an der Gartenseite, einen Flügel anbauen. Die Familie Sully besaß das Anwesen bis ins 18. Jahrhundert hinein, danach wechselten die Eigentümer.
Im 19. Jahrhundert wurde das Hôtel de Sully in Eigentumswohnungen (Immeuble de rapport) aufgeteilt. Es erfuhr zahlreiche Umbauten, auch um Handwerker und Geschäfte unterzubringen. Seit 1862 ist es als Monument historique unter Denkmalschutz gestellt. Danach wurde es von seinen Besitzern wiederhergestellt. 1944 ging es in den Besitz des Staates über. Eine umfangreiche Restaurierung folgte, die mit der Wiederherstellung der Orangerie 1973 endete.
Seit 1967 ist das Hôtel de Sully Sitz der Caisse nationale des monuments historiques et des sites, die seit 2000 Centre des monuments nationaux heißt.